# Matelea inops
Matelea inops är en oleanderväxtart som beskrevs av R. E. Woodson. Matelea inops ingår i släktet Matelea och familjen oleanderväxter. Inga underarter finns listade i Catalogue of Life.